# Socket S1
El Socket S1 es el zócalo utilizado por AMD para sus microprocesadores Turion 64, Turion 64 X2, Athlon 64 Mobile y, mobile Sempron en su versión para portátiles. Salió al público junto con el microprocesador Turion 64 X2 (doble núcleo) el 17 de mayo de 2006. El socket S1 tiene 638 pines, y reemplaza al existente Socket 754 para laptops (portátiles). Se espera que aparezcan motherboards (placas madre) para escritorio que usen el socket S1, al igual que muchas que usan el Socket 479 del Intel Pentium M, el cual también es un microprocesador para laptops.
El Socket S1 incluye soporte para memoria DDR2 SDRAM doble canal (dual-channel), CPUs de doble núcleo para portátiles y tecnología de virtualización, esto con la intención de competir con la línea de microprocesadores Core 2 Duo Mobile de Intel.
El Socket S1 hace parte de la nueva generación de sockets para microprocesadores de AMD, junto con el Socket F (servidores) y el Socket AM2 (PC de escritorio).
- Datos: Q787522
- Multimedia: Socket S1 / Q787522